# Championnat d'Écosse féminin de football 2022-2023
Navigation
Édition précédente Édition suivante
La saison 2022-2023 du Championnat d'Écosse féminin de football (Scottish Women's Premier League) est la vingt-deuxième saison du championnat. Le Rangers Women's Football Club, remet sa couronne en jeu. Le championnat passe de dix à douze équipes avec la promotion des Glasgow Women Football Club et Dundee United Women's Football Club.

## Participants
| \| Glasgow : · Glasgow City · Celtic · Partick Thistle · Glasgow Women · Édimbourg : · Hibernian · Spartans · Heart of Midlothian Édimbourg Glasgow Rangers Dundee United Motherwell Hamilton Aberdeen \| Localisation des clubs engagés dans le championnat. |
| Glasgow : · Glasgow City · Celtic · Partick Thistle · Glasgow Women · Édimbourg : · Hibernian · Spartans · Heart of Midlothian Édimbourg Glasgow Rangers Dundee United Motherwell Hamilton Aberdeen                                                           |

En février 2022, une majorité des clubs engagés dans le championnat décident après un vote de quitter l'autorité directe de la Fédération écossaise de football pour se placer sous la tutelle organisatrice de la Scottish Professional Football League, la même qui organise déjà les compétitions masculines professionnelles de football dans le pays. L'objectif est d'accélérer la professionnalisation des équipes féminines. La nouvelle Ligué féminine écossaise regroupe les douze équipes disputant la première division (SWPL1) et les huit qui sont en deuxième division (SWPL2).
Ce tableau présente les douze équipes qualifiées pour disputer le championnat 2022-2023.
| Nom du club                                          | Entraîneur                  | Date de création | Dernière montée | Stade                                | Capacité | Cl. 2022 |
| ---------------------------------------------------- | --------------------------- | ---------------- | --------------- | ------------------------------------ | -------- | -------- |
| Rangers Women's Football Club                        | Malky Thomson               | 2008             |                 | Broadwood Stadium (Milngavie)        | 8 086    | 1re      |
| Glasgow City Football Club                           | Leanne Ross                 | 1998             |                 | Petershill Park                      | 1 000    | 2e       |
| Celtic Football Club Women                           | Fran Alonso                 | 2007             |                 | Excelsior Stadium                    | 10 101   | 3e       |
| Hibernian Ladies Football Club                       | Grant Scott                 | 1999             |                 | Ainslie Park                         | 3 000    | 4e       |
| Aberdeen Football Club Women                         | Stuart Bathgate Emma Hunter | 2011             | 2021            | Cormack Park                         |          | 5e       |
| Spartans Football Club Women's and Girl's            | Debbi McCulloch             | 1985             | 2004            | Ainslie Park                         | 3 000    | 6e       |
| Motherwell Ladies Football Club                      | Eddie Wolecki Black         | 2014             | 2019            | Ravenscraig Regional Sports Facility | 1 000    | 7e       |
| Heart of Midlothian Women Football Club              | Andy Enwood                 | 2009             | 2020            | Oriam                                | 500      | 8e       |
| Partick Thistle Women's Football Club                | Brian Graham                | 2013             | 2021            | Petershill Park                      |          | 9e       |
| Hamilton Academical Women's and Girl's Football Club | Gary Doctor                 | 1999             | 2021            | New Douglas Park                     | 6 018    | 10e      |
| Dundee United Women's Football Club                  | Graeme Hart                 | 2015             | 2022            | Tannadice Park                       | 14 223   | 1re D2   |
| Glasgow Women Football Club                          | Craig Joyce                 | 2008             | 2022            | New Tinto Park                       | 1 000    | 2e D2    |

## Organisation
Le championnat féminin écossais continue son évolution. Il passe de dix à douze clubs pour cette nouvelle saison.
Son organisation évolue elle-aussi. La fédération adopte le système existant chez les hommes, c'est-à-dire un championnat qui se scinde en deux à la moitié de la saison.
La première partie de la compétition consiste en un championnat aller-retour opposant les douze équipes. Une fois cette phase terminée, les six premières sont regroupées pour un nouveau championnat aller-retour. Ce groupe permettra de désigner l'équipe championne d'Écosse et celle qui l'accompagnera en ligue des champions pour la saison 2023-2024. Les six dernières équipes de la première phase disputent un championnat aller-retour qui décidera les équipes reléguées ou disputant le barrage de relégation.
Le championnat débute le 7 août 2022 pour se terminer le 21 mai 2023.

## Compétition

### Classement
| Rang | Équipe                    | Pts | J  | G  | N | P  | Bp  | Bc  | Diff |
| ---- | ------------------------- | --- | -- | -- | - | -- | --- | --- | ---- |
| 1    | Glasgow City              | 83  | 32 | 27 | 2 | 3  | 112 | 18  | +94  |
| 2    | Celtic Women C            | 81  | 32 | 26 | 3 | 3  | 115 | 11  | +104 |
| 3    | Rangers WFC T L           | 78  | 32 | 24 | 6 | 2  | 111 | 9   | +102 |
| 4    | Heart of Midlothian Women | 49  | 32 | 14 | 7 | 11 | 39  | 42  | -3   |
| 5    | Hibernian Ladies          | 39  | 32 | 11 | 6 | 15 | 54  | 51  | +3   |
| 6    | Partick Thistle           | 32  | 32 | 9  | 5 | 18 | 42  | 73  | -31  |
|      |                           |     |    |    |   |    |     |     |      |
| 7    | Spartans WFC              | 54  | 32 | 16 | 6 | 10 | 48  | 51  | -3   |
| 8    | Motherwell LFC            | 47  | 32 | 13 | 8 | 11 | 52  | 53  | -1   |
| 9    | Aberdeen                  | 30  | 32 | 9  | 3 | 20 | 39  | 77  | -38  |
| 10   | Dundee United P           | 29  | 32 | 8  | 5 | 19 | 45  | 76  | -31  |
| 11   | Hamilton Academical       | 27  | 32 | 8  | 3 | 21 | 38  | 93  | -55  |
| 12   | Glasgow Women P           | 0   | 32 | 0  | 0 | 32 | 9   | 150 | -141 |

| Légende : Qualifications et relégations | Légende : Qualifications et relégations                                                                                    |
| --------------------------------------- | --- |
|                                         | Champion et qualifié pour le 1er tour de qualifications de la Ligue des champions féminine de l'UEFA 2023-2024             |
|                                         | Qualifié pour le 1er tour de qualifications de la Ligue des champions féminine de l'UEFA 2023-2024                         |
|                                         | Barrage de relégation |
|                                         | Relégué |
|                                         | T : Tenant du titre P : Promu C : Vainqueur de la Coupe d'Écosse 2022-2023 L : Vainqueur de la Coupe de la Ligue 2022-2023 |

### Résultats
| Résultats (▼dom., ►ext.)                                   | ABE | CEL | DUN | GLC | GLW  | HAM | HEA | HIB | MOT | PAR | RAN  | SPA |
| Aberdeen                                                   |     | 0-3 | 1-2 | 0-7 | 2-0  | 2-0 | 0-1 | 1-3 | 1-3 | 2-2 | 0-8  | 1-1 |
| Celtic Women                                               | 3-0 |     | 7-0 | 0-1 | 7-0  | 6-0 | 3-0 | 9-0 | 0-0 | 8-0 | 3-0  | 4-0 |
| Dundee United WFC                                          | 1-2 | 0-4 |     | 1-8 | 2-1  | 3-2 | 0-2 | 1-3 | 1-1 | 0-1 | 0-4  | 2-1 |
| Glasgow City                                               | 2-1 | 2-1 | 7-0 |     | 11-0 | 6-0 | 2-0 | 2-1 | 3-0 | 8-1 | 1-1  | 7-0 |
| Glasgow Women                                              | 0-1 | 0-8 | 0-4 | 0-5 |      | 3-4 | 0-3 | 0-6 | 0-2 | 1-8 | 0-10 | 1-2 |
| Hamilton Academical                                        | 3-1 | 0-7 | 2-2 | 0-6 | 4-0  |     | 0-1 | 0-4 | 1-3 | 1-5 | 0-5  | 0-1 |
| Heart of Midlothian                                        | 3-0 | 1-2 | 2-0 | 0-3 | 3-0  | 5-0 |     | 1-1 | 1-0 | 3-1 | 0-0  | 2-0 |
| Hibernian Ladies                                           | 0-0 | 1-2 | 4-1 | 0-4 | 7-0  | 4-0 | 1-1 |     | 2-3 | 0-0 | 0-1  | 1-2 |
| Motherwell LFC                                             | 4-1 | 0-8 | 2-1 | 0-1 | 4-0  | 2-1 | 1-1 | 0-2 |     | 1-1 | 0-7  | 2-2 |
| Partick Thistle                                            | 4-3 | 0-2 | 1-0 | 1-4 | 6-0  | 1-0 | 1-2 | 0-4 | 1-0 |     | 0-6  | 3-0 |
| Rangers WFC                                                | 4-1 | 0-0 | 5-0 | 0-0 | 14-0 | 6-0 | 2-0 | 4-0 | 4-0 | 5-0 |      | 2-0 |
| Spartans WFC                                               | 2-0 | 0-3 | 1-0 | 0-4 | 2-1  | 1-2 | 2-1 | 2-2 | 0-0 | 0-0 | 2-1  |     |
| - Victoire à domicile - Match nul - Victoire à l'extérieur |     |     |     |     |      |     |     |     |     |     |      |     |

| Résultats (▼dom., ►ext.)                                   | CEL | GLC | HEA | HIB | PAR | RAN |
| Celtic Women                                               |     | 3-1 | 2-0 | 3-0 | 2-0 | 0-1 |
| Glasgow City                                               | 2-4 |     | 3-0 | 2-1 | 2-1 | 1-2 |
| Heart of Midlothian                                        | 0-6 | 0-2 |     | 2-1 | 1-1 | 0-6 |
| Hibernian Ladies                                           | 1-2 | 0-2 | 1-1 |     | 3-1 | 0-1 |
| Partick Thistle                                            | 1-2 | 0-2 | 0-1 | 1-2 |     | 0-5 |
| Rangers WFC                                                | 1-1 | 0-1 | 1-1 | 2-0 | 3-0 |     |
| - Victoire à domicile - Match nul - Victoire à l'extérieur |     |     |     |     |     |     |

| Résultats (▼dom., ►ext.)                                   | ABE | DUN | GLW | HAM | MOT | SPA |
| Aberdeen                                                   |     | 1-0 | 5-1 | 2-1 | 0-2 | 1-2 |
| Dundee United WFC                                          | 3-4 |     | 5-0 | 1-1 | 4-2 | 0-1 |
| Glasgow Women                                              | 1-3 | 0-7 |     | 1-3 | 0-3 | 0-1 |
| Hamilton Academical                                        | 2-1 | 1-1 | 2-0 |     | 1-4 | 2-4 |
| Motherwell LFC                                             | 3-0 | 1-1 | 4-0 | 1-3 |     | 2-3 |
| Spartans WFC                                               | 6-2 | 4-2 | 2-0 | 4-2 | 2-2 |     |
| - Victoire à domicile - Match nul - Victoire à l'extérieur |     |     |     |     |     |     |

## Bilan de la saison
| Championnat d'Écosse de football 2022-2023   |                                        |
| Champion                                     | Glasgow City Football Club (16e titre) |
| Dauphin                                      | Celtic Football Club Women             |
| Coupes et trophées                           |                                        |
| Vainqueur de la Coupe d'Écosse 2022-2023     | Celtic Football Club Women             |
| Vainqueur de la Coupe de la Ligue 2022-2023  | Rangers Women's Football Club          |
| Qualifications continentales                 |                                        |
| Ligue des champions                          | Glasgow City Football Club             |
| Ligue des champions                          | Celtic Football Club Women             |
| Promotions et relégations                    |                                        |
| Promus en Championnat d'Écosse de football   | Montrose Women's Football Club         |
| Relégués en Championnat d'Écosse de football | Glasgow Women Football Club            |